# Metón (filozófus)
Metón (Kr. e. 3. század?) görög filozófus.
Életéről mindössze annyit tudunk, hogy Paroszi születésű volt, és a püthagoreus filozófiát követte. Iamblikhosz említi a Püthagorasz életéről szóló munkájában. Művei nem maradtak fenn.